# هنگامه شهیدی
هنگامه شهیدی (زادهٔ ۲۴ اردیبهشت ۱۳۵۴) روزنامه‌نگار و فعال حقوق زنان اهل ایران است. او عضو حزب اعتماد ملی است و مشاور مهدی کروبی در امور زنان بوده است.

## زندگی‌نامه
هنگامه شهیدی در ۲۴ اردیبهشت ۱۳۵۴ در خانواده‌ای فرهنگی از پدر و مادری دانش‌آموخته و آموزگار به دنیا آمد. او فرزند ارشد خانواده بود در کنار دو برادر و چهار خواهر رشد کرد. او در سال ۱۳۷۲ ازدواج کرد، و در سال ۱۳۷۴ فرزند دختری به نام پارمیس طاهریان به دنیا آورد.
شهیدی در سال ۱۳۷۲ وارد دانشگاه شد و در سال ۱۳۷۶ در رشته روزنامه‌نگاری فارغ‌التحصیل شد. او در سال ۱۳۷۷ در مقطع کارشناسی ارشد ارتباطات پذیرفته شد که در پی آن در سال ۱۳۷۹ با کسب درجه عالی از این رشته فارغ‌التحصیل شد. او دانشجوی مقطع دکترا در رشته حقوق بشر از بریتانیا است.
در سال ۱۳۹۲، انتشار تصاویر خصوصی از عروسی دختر هنگامه شهیدی به نام پارمیس طاهری، در رسانه‌های داخلی، جنجال‌هایی به پا کرد. حضور سید محمد خاتمی در این مراسم و مختلط عنوان شدن آن توسط رسانه‌ها آن برای مادر عروس (هنگامه شهیدی) و پدر داماد (هدایت الله آقایی) جنجال آفرین شد. در پی آن، شهیدی و آقایی از شکایت در مورد این انتشارها و تکذیب مختلط بودن این مراسم، خبر دادند.

### دستگیری اول در تیر ۱۳۸۸
هنگامه شهیدی در روز سه شنبه ۹ تیر ۱۳۸۸ در جریان حوادث پس از انتخابات آن سال بازداشت شد. در ابتدا برای آزادی او در خواست وثیقه یک میلیارد ریالی شد ولی در ۲ آبان قرار مجرمیت برای او صادر شد و پرونده او به دادگاه فرستاده شد. اتهامات شهیدی شامل شرکت در اجتماعات غیرقانونی، تبانی به قصد برهم زدن امنیت، تبلیغ علیه نظام، اخلال در نظم عمومی و اهانت به ریاست جمهوری بود در ۳ آبان ۱۳۸۸ شهیدی دست به اعتصاب غذا و دارو زد و پس از ۱۲۱ روز بازداشت توانست با مهدی کروبی تماس تلفنی داشته باشد. شهیدی در ۱۰ آبان ۱۳۸۸ با سپردن وثیقه ۹۰ میلیون تومانی آزاد شد. در ۱۸ اردیبهشت ۱۳۸۹ مادر او در نامه‌ای به هاشمی رفسنجانی نوشت:
با توجه به روند غیرقانونی بازداشت و بازجویی‌ها و حتی اعمال فشار وزارت اطلاعات به دادگاه تجدید نظر برای تأیید حکم دادگاه بدوی، از ریاست قوه قضاییه بخواهید این پرونده مجدداً مورد بررسی قرار گیرد و برای اعمال ماده ۱۸ به دیوان عالی کشور ارسال شود.
در اردیبهشت ۱۳۸۹ قاضی شعبه ۵۴ دادگاه تجدید نظر استان تهران شهیدی را به شش سال حبس تعزیری محکوم کرد. قاضی شعبه ۲۶ دادگاه انقلاب او را دربارهٔ تبلیغ علیه نظام به یک سال حبس تعزیری و به اتهام اجتماع و اقدام علیه امنیت کشور به پنج سال حبس تعزیری و به اتهام توهین به رئیس دولت به ۹۱ روز حبس تعزیری محکوم کرده بود که این حکم در دادگاه تجدید نظر به ۶ سال حبس تعزیری تبدیل شد. شهیدی پس از سه سال از زندان آزاد شد.

### دستگیری دوم در اسفند ۱۳۹۵
هنگامه شهیدی در ۱۹ اسفند ۱۳۹۵ بازداشت و به زندان اوین منتقل شد. بازداشت او از طرف قاضی، بازداشت موقت عنوان شد. یک وکیل دادگستری با بیان امنیتی بودن جرائم شهیدی در این باره گفت: «مرجع دستگیری وی شعبه دوم بازپرسی دادسرای فرهنگ و رسانه تهران است.» وکیل او در خرداد ۱۳۹۶ اعلام کرد که موکلش در پی شکایت وزیر اطلاعات وقت بازداشت شده‌است. اما در نامه شهیدی به رئیس قوه قضاییه وقت، اتهام اصلی خود را ارتباط با آمدنیوز عنوان کرد. موارد اتهامی او در این بازداشت «افترا، نشر اکاذیب، توهین، فعالیت تبلیغی علیه نظام و اقدام علیه امنیت ملی» بود.
او از فروردین ۱۳۹۶ دست به اعتصاب خشک زده‌است. در پی وخامت حال او، وی حتی از استفاده از سرم و دارو نیز ممانعت کرد که با توجه به بیماری قلبی او، نگرانی خانواده وی را در پی داشت. براساس گزارش‌های منتشر شده هنگامه شهیدی از ۲۵ مردادماه در بند ۲۴۱ زندان اوین هم اعلام اعتصاب غذای خشک کرده‌است. علت اعتصاب وی اعتراض به کارشکنی مسئولان ذی‌ربط در روند پرونده‌اش و امتناع از آزادی وی عنوان شد. وکیل هنگامه شهیدی در این باره گفت: «برای خانم شهیدی قرار وثیقه صادر شده بود، وثیقه کارشناسی شد و تقریباً کارهای توقیف آن تمام شد اما در نهایت گفتند صبر کنید.».
در نهایت وی در ۷ شهریور ۱۳۹۶ از زندان آزاد شد. اما همچنان پرونده باز بود. او در نامه ای از قوه قضاییه درخواست مختومه شدن پرونده اش را به خاطر شرایط سخت بیماری قلبی خود و دوری از فضای استرس داشت.

### دستگیری سوم در تیر ۱۳۹۷
هنگامه شهیدی در ۵ تیر ماه ۱۳۹۷ در حالی که در تحت تعقیب قضایی توسط مأمورین پلیس بود، در جزیره کیش و درحالیکه از ماسک برای مخفی ماندن، از دید مأمورین استفاده می‌کرد دستگیر شد. عباس جعفری دولت‌آبادی، دادستان تهران دربارهٔ علت بازداشت وی گفت: «وی چند ماهی متواری بود و همان‌طور که در شبکه‌های مجازی می‌دیدم هر روز اهانت‌هایی آشکاری به دستگاه قضایی و مسئولینش می‌کرد. به جای این که خود را معرفی کند توییت‌های بسیار مجرمانه‌ای منتشر می‌کرد. امروز در جزیره کیش در حالی که مدعی بود تا تغییر مسئولان دستگاه قضایی، خود را معرفی نخواهد کرد، دستگیر شد. وی پرونده سنگینی در دستگاه قضایی دارد».
منابع خبری اتهامات وی را به صورت شفاف بیان نکردند ولی در این میان از اتهام توهین به رئیس قوه قضاییه سخن گفته‌اند. خود او، در پیامی هرگونه جرمی را منکر شد و مدعی شد افشای فساد دستگاه‌های قضایی و راه اندازی کمپین گزارش ۹ ساله بر علیه صادق لاریجانی سبب شده‌است که بازداشت شود. در سال ۱۳۹۹، در طی جلسات دادگاه روح‌الله زم، قاضی صلواتی بخش‌هایی از اعترافات هنگامه شهیدی را که پیش از آن بابت آنها محکوم شده بود، قرائت کرد. در گزارشات این جلسه دادگاه که توسط خبرگزاری ایرنا منتشر شده‌است، آمده‌است که هنگامه شهیدی در اداره کانال آمدنیوز با روح‌الله زم همکاری داشته و زم به وی علاقه عاطفی پیدا کرده‌است. بر این اساس هنگامه شهیدی ویرایش‌های خبرهای آمدنیوز و قرض پول برای اداره این کانال را به خود نسبت داده‌است. خود شهیدی و وکیل او اما این اتهامات را در نامه ای به رئیس قوه قضائیه انکار کردند.
در تاریخ ۱۰ آذر ۱۳۹۷ شعبه ۱۵ دادگاه انقلاب اسلامی به ریاست قاضی صلواتی، هنگامه شهیدی را علاوه بر محکومیت به ۱۲ سال و ۹ ماه حبس، به ۲ سال محرومیت از عضویت در گروه‌ها و احزاب و فعالیت‌های مجازی و مطبوعاتی همچنین ممنوعیت خروج از کشور محکوم کرد. او با عنوان ۵ مورد اتهامی به ۷ سال و نیم حبس و به اتهام اجتماع و تبانی و اقدام علیه امنیت ملی، به ۵ سال حبس محکوم شد که مجموعاً ملزم به تحمل یک و نیم برابر بیشترین حبس شد. وی در دوران بازداشتش، ۲ باز به مرخصی خارج از زندان در تاریخ‌های ۱۹ اسفند ۱۳۹۸ و ۲۷ شهریور ۱۳۹۹ رفت.
هنگامه شهیدی روز ۶ اسفند ۱۳۹۹ در ویدیو تصویری با اشاره به میزان محکومیت و گذراندن سه سال حبس از محکومیتش گفت شخصاً مورد عفو علی خامنه‌ای قرار گرفته و از زندان آزاد شده‌است. او در این ویدیو توضیح داد که در دوران مرخصی خود، در خارج از زندان با دفتر رهبری برای پیگیری پرونده و درخواست کمک ارتباط گرفته‌است و در نهایت با عفو مواجه شده‌است.

### پس از آزادی
به گزارش انصاف نیوز، شهیدی در سال ۱۴۰۲ بار دیگر دادگاهی شد. او با اتهام نشر اکاذیب و توهین به مجمع تشخیص مصلحت نظام و همین‌طور تبلیغ علیه نظام جمهوری اسلامی مورد پیگیری قضایی قرار گرفت که به گفته خود او، از دو اتهام اول تبرئه شد و دادگاهی به بررسی اتهام سوم او پرداخت.

## فعالیت حرفه‌ای

### روزنامه‌نگاری
شهیدی روزنامه‌نگاری را از سال ۱۳۷۳ با روزنامه اخبار آغاز به کار کرد و با فعالیت در روزنامه‌های مختلف که بیشتر آن‌ها از روزنامه‌های اصلاح طلب بوده‌است در نشریات مختلفی قلم زد.
او گزارش‌ها، گفتگوهای سیاسی و مقالات متعدد سیاسی با عناوین سیاست داخلی ایران، سیاست بین‌الملل و موضوعات ویژه زنان در بسیاری از نشریات به چاپ رسانده‌است. از جمله فعالیت‌های دیگر وی می‌توان به همکاری با وبگاه خبری روز آنلاین اشاره کرد. حضور در جنگ‌های عراق و افغانستان به عنوان «اولین روزنامه‌نگار زن ایرانی» وی را حائز رتبه اول یازدهمین جشنواره مطبوعات کرد. او مدتی کانال خبری روزنامه نگاران سبز ایران را مدیریت می‌کرد. بنابر اظهاراتی که در جلسه دادگاه روح‌الله زم مطرح شد، وی در ویرایش اخبار کانال آمدنیوز نیز مشارکت داشته‌است و در خصوص کیفیت ویرایش‌هایش مورد نقد زم بوده‌است. با این وجود خودش مشارکت با آمدنیوز را منکر است.

### حقوق بشر
شهیدی از سال ۱۳۷۹ عضو شبکه مدافعین کمیسیون حقوق بشر اسلامی است و در زمینه حقوق مطبوعات و حقوق زنان فعالیت دارد. او همچنین از اعضای شبکه داوطلبان بین‌المللی سازمان دیده‌بان حقوق بشر و یکی از اعضای فدراسیون دانشجویان مدافع صلح و حقوق بشر است.
در سال ۱۳۸۲ او نامهٔ سرگشاده‌ای برای نجات افسانه نوروزی به سید علی خامنه‌ای نوشت که در رسانه‌ها بازتاب یافت.
او که از حمایتگران اولیه دادخواست کمپین قانون بی سنگسار است او در ۱۰ تیر ۱۳۸۵ با ارسال نامه‌ای خواستار لغو مجازات سنگسار برای نازنین فتحی شد. او
در ۶ مرداد ۱۳۸۵ با ارسال نامه‌ای به سید محمود هاشمی شاهرودی، رئیس قوه قضاییه، در خصوص توقف حکم اسلامی سنگسار از او خواست تا رأفت اسلامی را شامل حال اشرف کلهر و ملکه قربانی و چند تن دیگر از زنان در شرف سنگسار نماید.

### سیاسی
شهیدی از فعالان سیاسی با گرایش‌های اصلاح‌طلبانه است. او در ژوئیهٔ ۲۰۲۲ گفت که اصلاح‌طلب نیست. او از جمله کاندیداهای حزب کارگزاران سازندگی در انتخابات دوره دوم شوراهای اسلامی شهر و روستای تهران بوده‌است که حائز رتبه ۴۹ تهران گردید. شهیدی در دو سال آخر ریاست جمهوری سید محمد خاتمی به عنوان مشاور رئیس سازمان ملی جوانان خدمت می‌کرد. او از اواخر سال ۱۳۸۳ تا انتخابات ریاست جمهوری سال ۱۳۸۴ در ستاد انتخاباتی هاشمی رفسنجانی به فعالیت مشغول بود و مسئولیت کمیته بانوان این ستاد را بر عهده داشت و عضو «اتاق فکر» هاشمی رفسنجانی محسوب می‌شد. شهیدی در پاییز ۱۳۸۷ با عضویت در حزب اعتماد ملی استان تهران به عنوان مشاور مهدی کروبی دبیرکل حزب اعتماد ملی برگزیده شد و در زمینه مسائل زنان و بین‌الملل به وی مشاوره می‌داد.
دستخطی از شهیدی به رئیس شعبه سوم بازپرسی مجتمع امور اقتصادی برای وثیقه گذاری ۵۰ هکتار زمین در گرمسار استان سمنان جهت آزادی حمیدرضا باقری درمنی موجود است. در ۱۳۹۴ یک قطعه زمین پانصد هزار متری از هدایت‌الله آقایی به نام او انتقال سند داده می‌شود که در سال بعد تلاش می‌شود از این زمین به عنوان وثیقه برای آزادی حمید باقری درمنی ملقب به سلطان قیر که نهایتاً به دلیل جرایم اقتصادی اعدام می‌شود استفاده شود. خود آقایی بعدها این موضوع را به درخواست خودش به عنوان یک وظیفه انسان دوستانه دانسته‌است. بر اساس ادعاهای روح‌الله زم در جلسه پنجم دادگاهش، شادی صدر به واسطه شهیدی به او معرفی شده‌است.

## آثار و جایزه
از این نویسنده کتاب «جعبه سیاه خرم‌آباد» که به تشریح دقیق واقعه خرم‌آباد می‌پردازد به چاپ رسیده‌است.
او رتبه اول یازدهمین جشنواره مطبوعات تهران برای حضور در جنگ‌های عراق و افغانستان و تهیه گزارش از آنها را دریافت کرده‌است.